# Marblit
Marblit – rodzaj nieprzeźroczystego szkła używanego w budownictwie.

## Charakterystyka

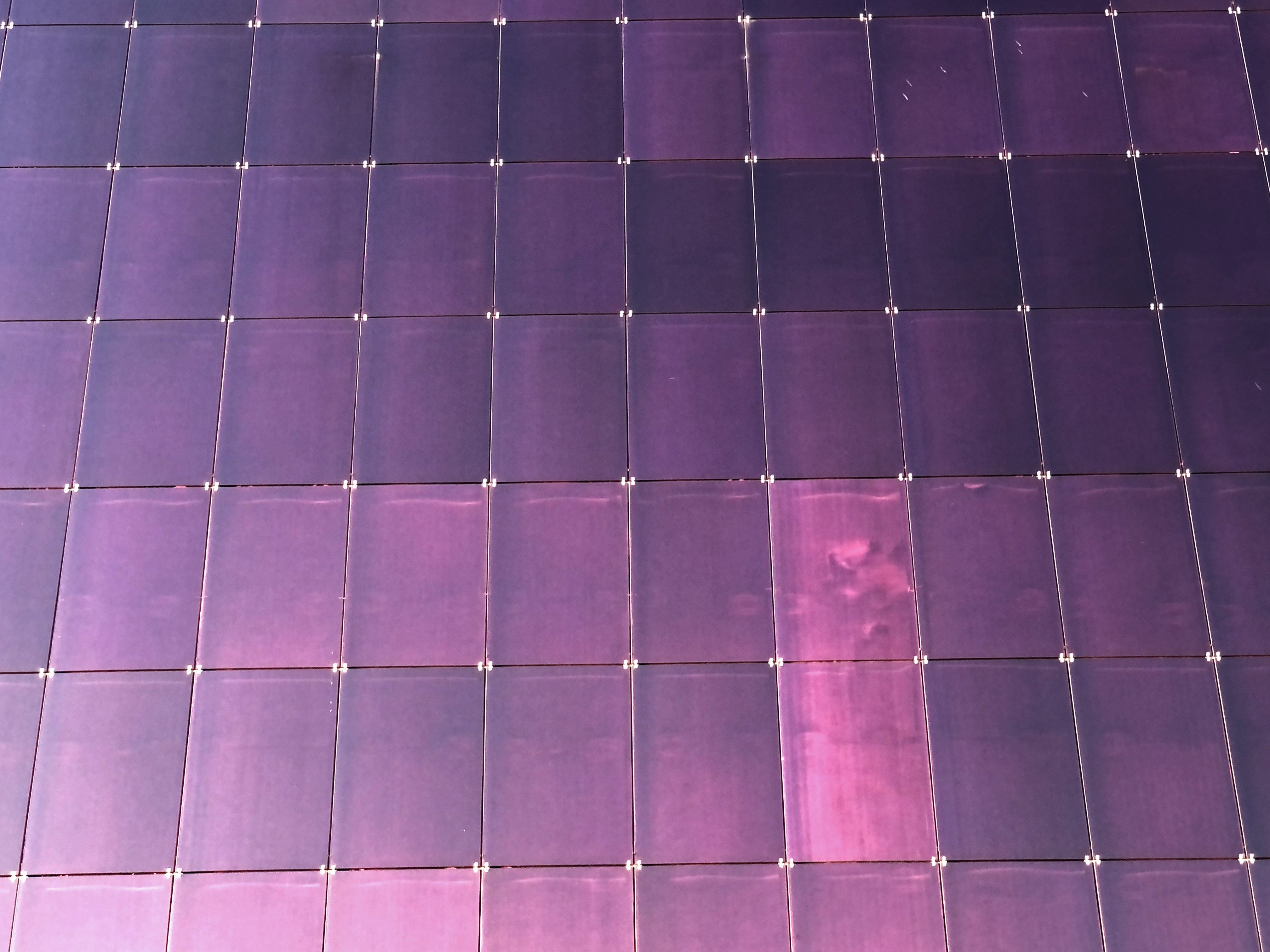
Płytki bordowego marblitu na południowo-zachodniej elewacji Multikina Ursynów w Warszawie

Marblit to szkło płaskie, walcowane, barwne o bardzo małej przepuszczalności światła. Produkowane w postaci płyt lub płytek różnych rozmiarów. Jedna z powierzchni płyt jest rowkowana, druga młotkowana. Wykorzystywany w budownictwie jako okładzina. Najczęściej stosowanymi barwami są biała, tzw. szkło mleczne, i czarna. Może mieć więcej niż jedną barwę.